# Ayagapata

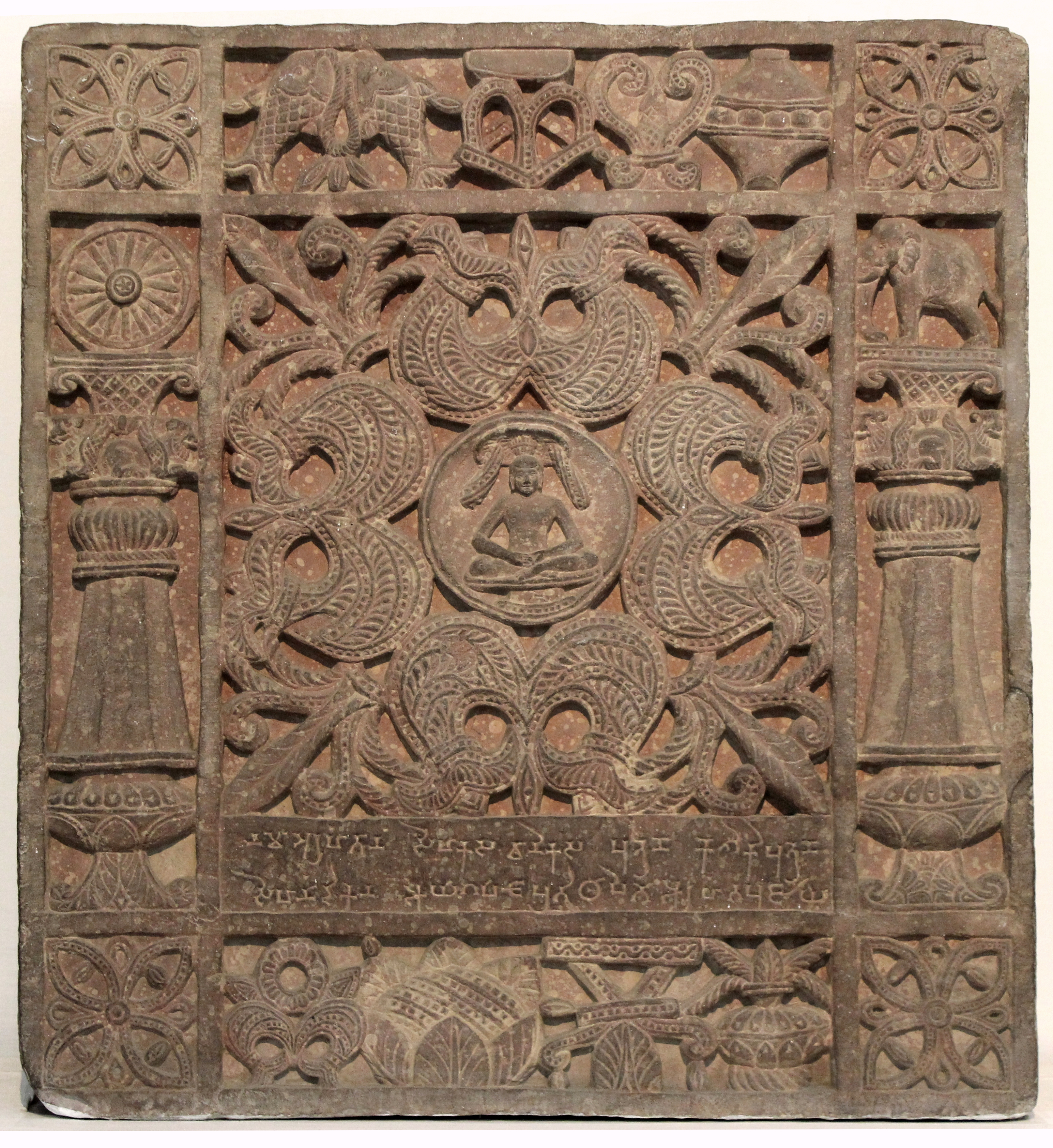
Ayagapata, Kankali Tila, Mathura (1. Jhd. n. Chr.); Stifter: Sihanādika; heute Nationalmuseum Neu-Delhi.

Āyāgapaṭa (zusammengesetzt aus āyāga, Huldigungsobjekt – Bedeutung jedoch nicht vollständig geklärt – und paṭṭa, Platte oder Tafel; Übersetzung als „tablet of homage“ oder „tablet of worship“ geht auf Georg Bühler zurück; Hindi:अयागपट्ट) sind Votivplatten, die in Verbindung mit jainistischen Stätten standen. Sie sind fast ausschließlich aus Mathura bekannt. Heute befinden sich die meisten Objekte in drei verschiedenen Museen, dem Museum von Mathura, dem State Museum Lucknow und im Nationalmuseum Neu-Delhi.

## Datierung
Die Platten datieren frühestens auf die zweite Hälfte des zweiten Jahrhunderts v. Chr. bzw. auf das erste Jahrhundert v. Chr. Die Spendenpraxis hielt bis ins dritte Jahrhundert an, nachdem sie zunehmend von alleinstehenden Jina-Abbildungen abgelöst worden waren.

## Beschreibung
Es handelt sich um in flachem Relief herausgearbeitete rechteckige Steinplatten, die in die Mathura-Schule eingeordnet werden. Vollständig etwa 90 × 80 cm groß, bestehen sie meist aus rotem, grauem oder beigem Sandstein. Die Mehrheit der Objekte besitzt eine schematische Anordnung von einer kreisförmigen innen zu einer quadratischen Form nach außen hin. Zentral befindet sich ein Objekt wie Lotus, Stupa, Dharmachakra (welches auch im Jainismus eine bedeutende Rolle spielt), oder meist ein Jina. Wenn im Zentrum ein verehrungswürdiger Gegenstand dargestellt ist, wird dieser häufig von Aṣṭamaṅgala-Symbolen umgeben. Weiterhin finden sich nach außen hin auch Stambhas, anthropomorphe und theriomorphe Kreaturen oder Inschriften. Der kleinere Teil der erhaltenen Platten zeigt bildhafte Darstellungen mit einem mittigen Hauptobjekt. Dazu sind häufig Gläubige beigestellt. Dieses dargestellte Hauptobjekt variiert. So kommen darunter Stupa, Dharmachakra, Sthapana, eine Gottheit, Mönch oder Jina vor.

## Nutzung
Ayagapata waren wahrscheinlich als Kultgegenstände in Tempeln oder Klöstern verortet, wo sie – vermutlich in aufrechter Position oder auf einer Plattform liegend – Objekte der Verehrung waren. Möglicherweise nutzten Mönche oder Laien diese „sacred objects“ als Unterstützung bei Meditationen. Die einzelnen Platten wurden gestiftet, was selbst bereits religiöse Handlung war. Spenderinschriften zeigen eine Mehrheit weiblicher Spender. Weiterhin beschreiben die Inschriften die religiöse Nutzung als Objekte der Verehrung der Tīrthaṅkaras. Die Verbreitung beschränkt sich bis auf Ausnahmen auf die Region von Mathura, dort wiederum wurde ein Großteil bei Kankali Tila gefunden. Schriftliche Zeugnisse auf den Platten sind in der Brahmi-Schrift verfasst und sprachlich eine Mischung aus Sanskrit und Prakrit. Es gibt jedoch auch begründete Annahmen, dass sie auch in Ahichhatra, Kausambi, and Amaravati verwendet wurden. Möglicherweise standen sie in Verbindung mit der Verehrung von Naturgottheiten. Daneben fanden (ähnliche) Objekte in wenigen Fällen auch in buddhistischen/hinduistischen Kontexten Gebrauch. Teilweise wurden die Objekte nach ihrer Spende weitergehend genutzt, beispielsweise indem auf der Rückseite weitere Spenden vermerkt wurden.

## Galerie

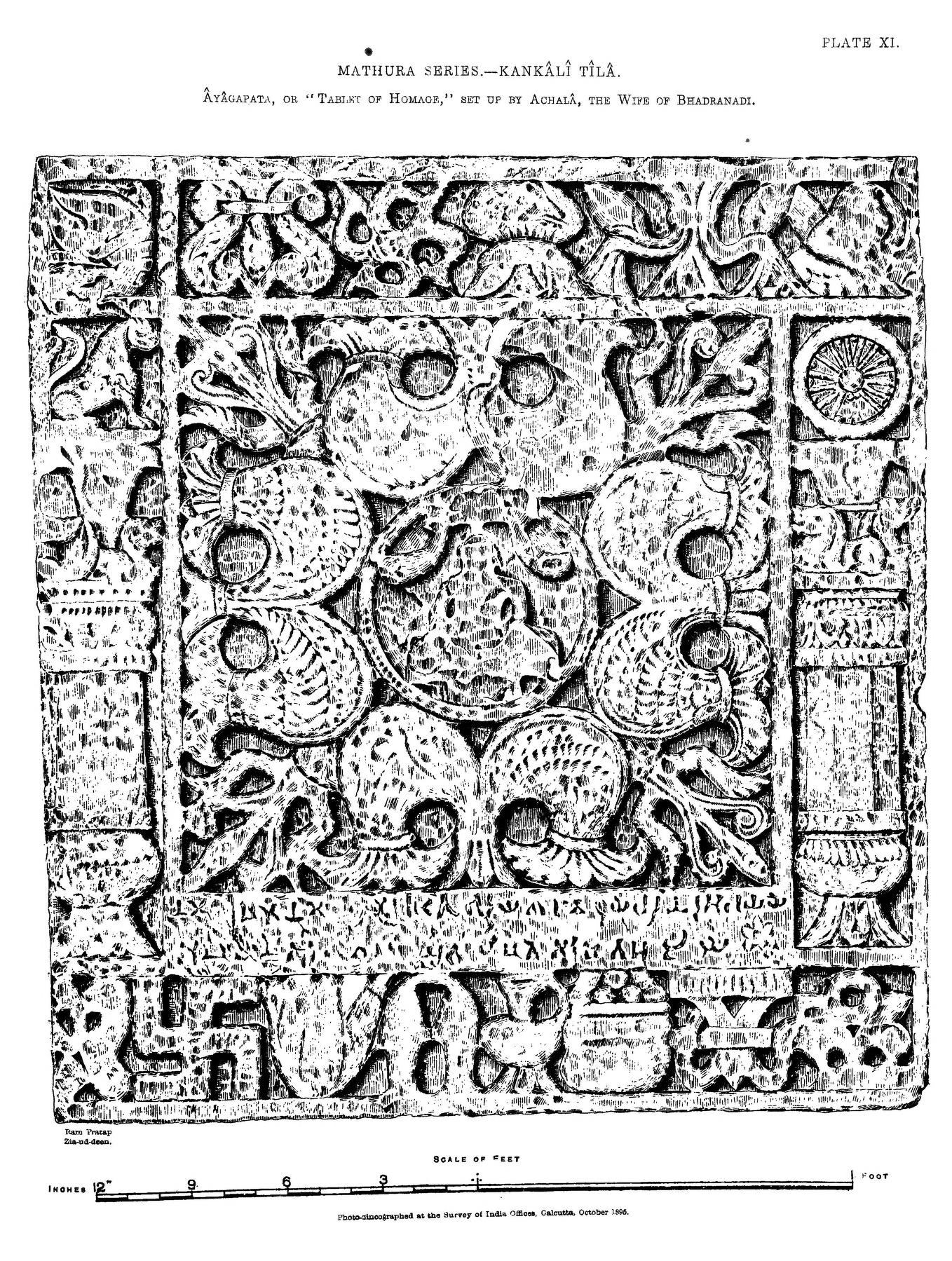
Acala Ayagapata aus Kankali Tila, ca. 25–50 n. Chr. aus beigem Sandstein
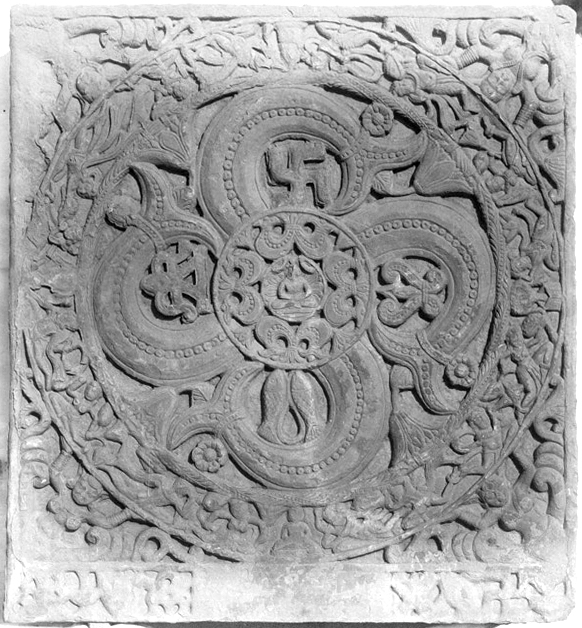
Dhanamitra Ayagapata aus Kankali Tila, ca. 20 v. Chr. aus rotem Sandstein
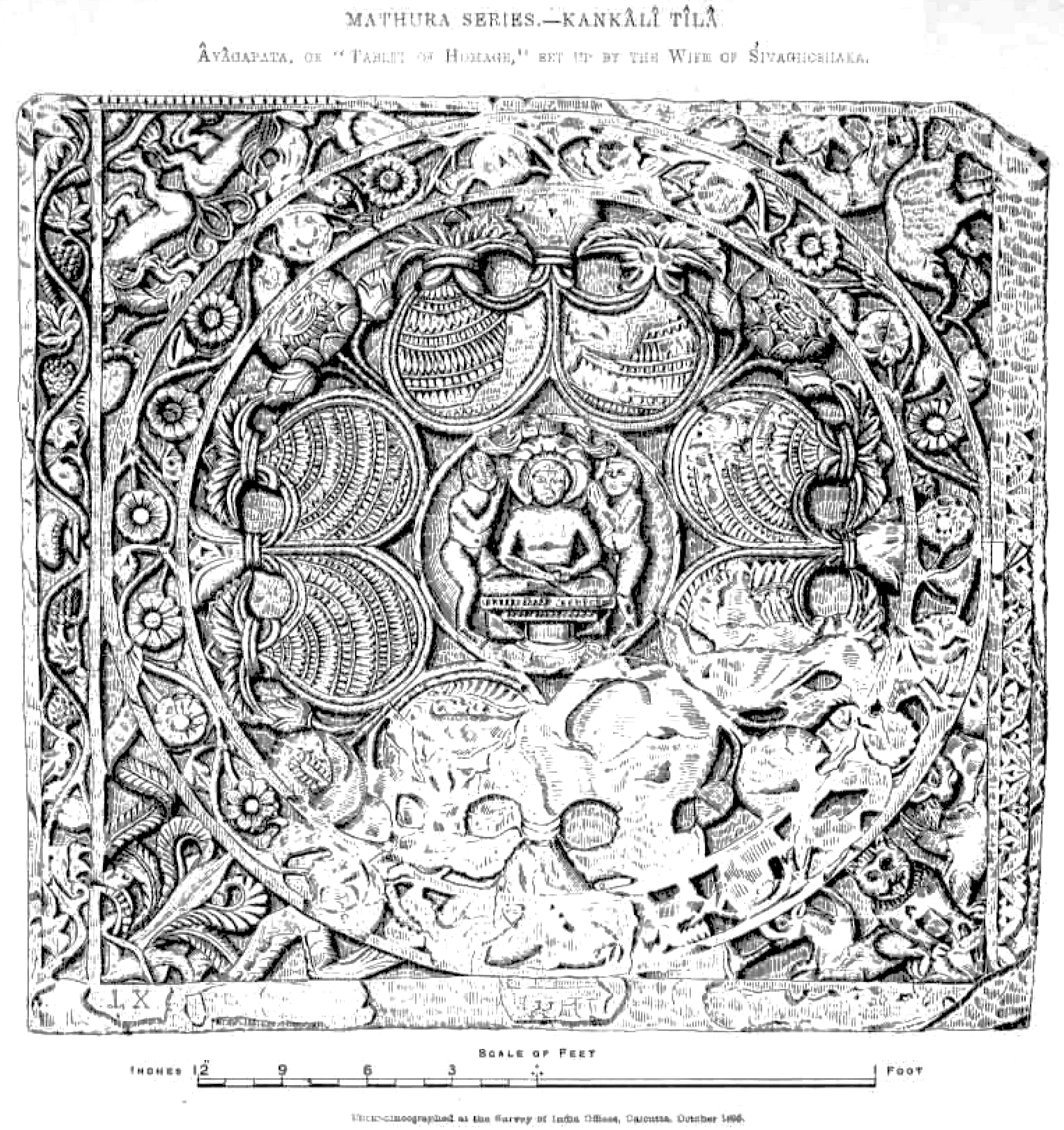
Parsvanatha Ayagapata aus Kankali Tila, circa 15 n. Chr. aus rotem Sandstein
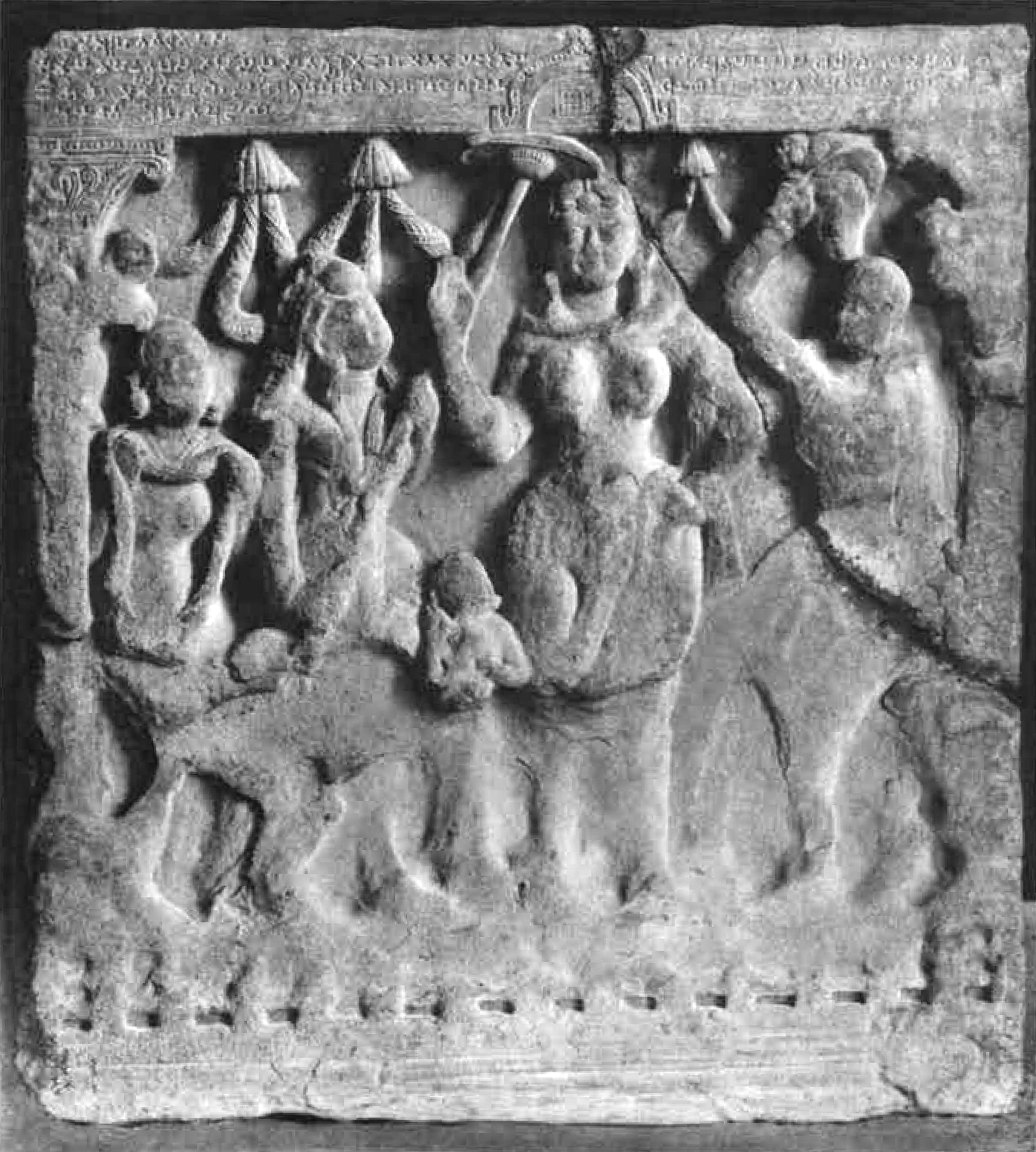
Amohini Ayagapata aus Kankali Tila, ca. 15 n. Chr. aus rotem Sandstein
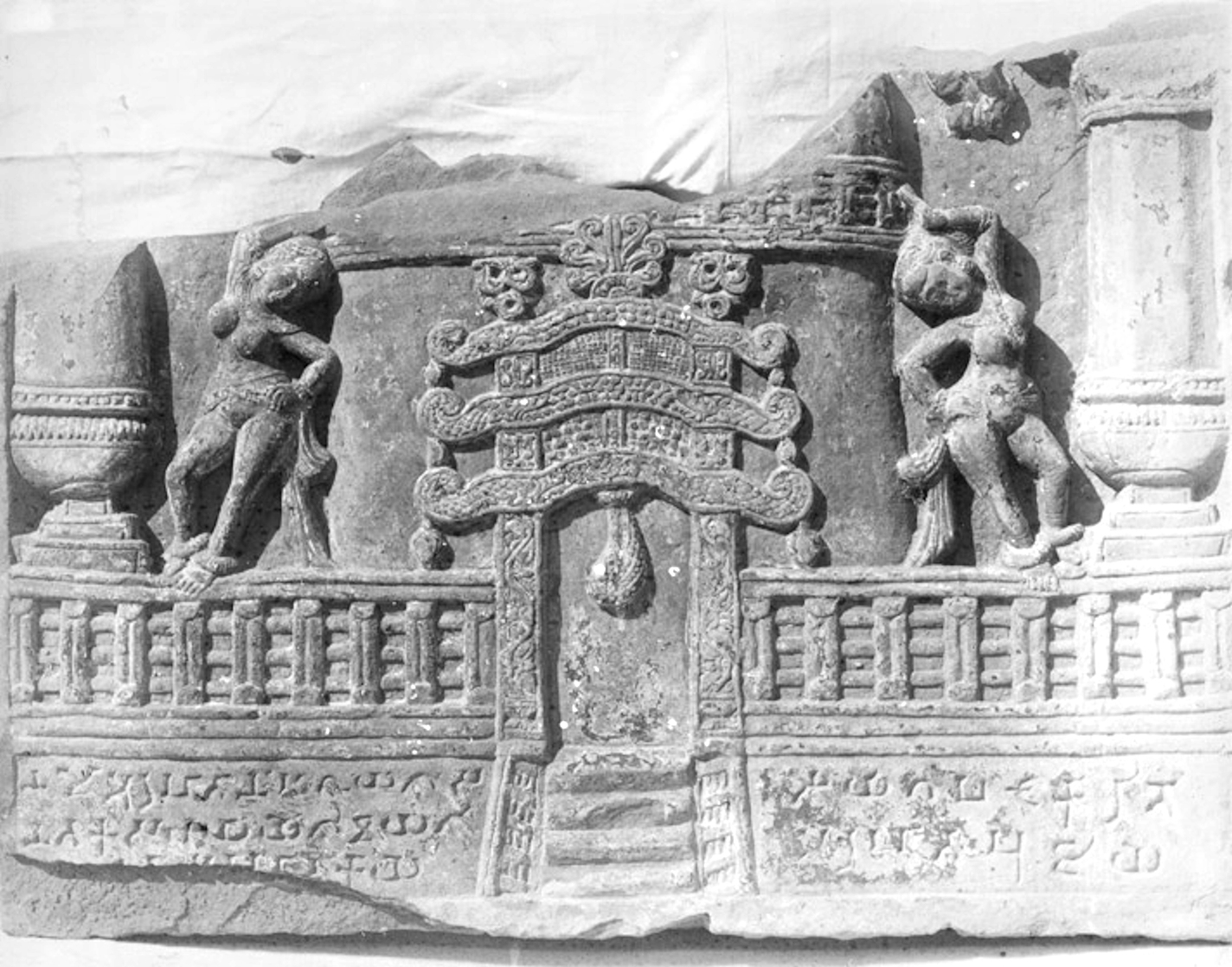
Sivayasa Ayagapata aus Kankali Tila, circa 75–100 n. Chr. aus beigem Sandstein
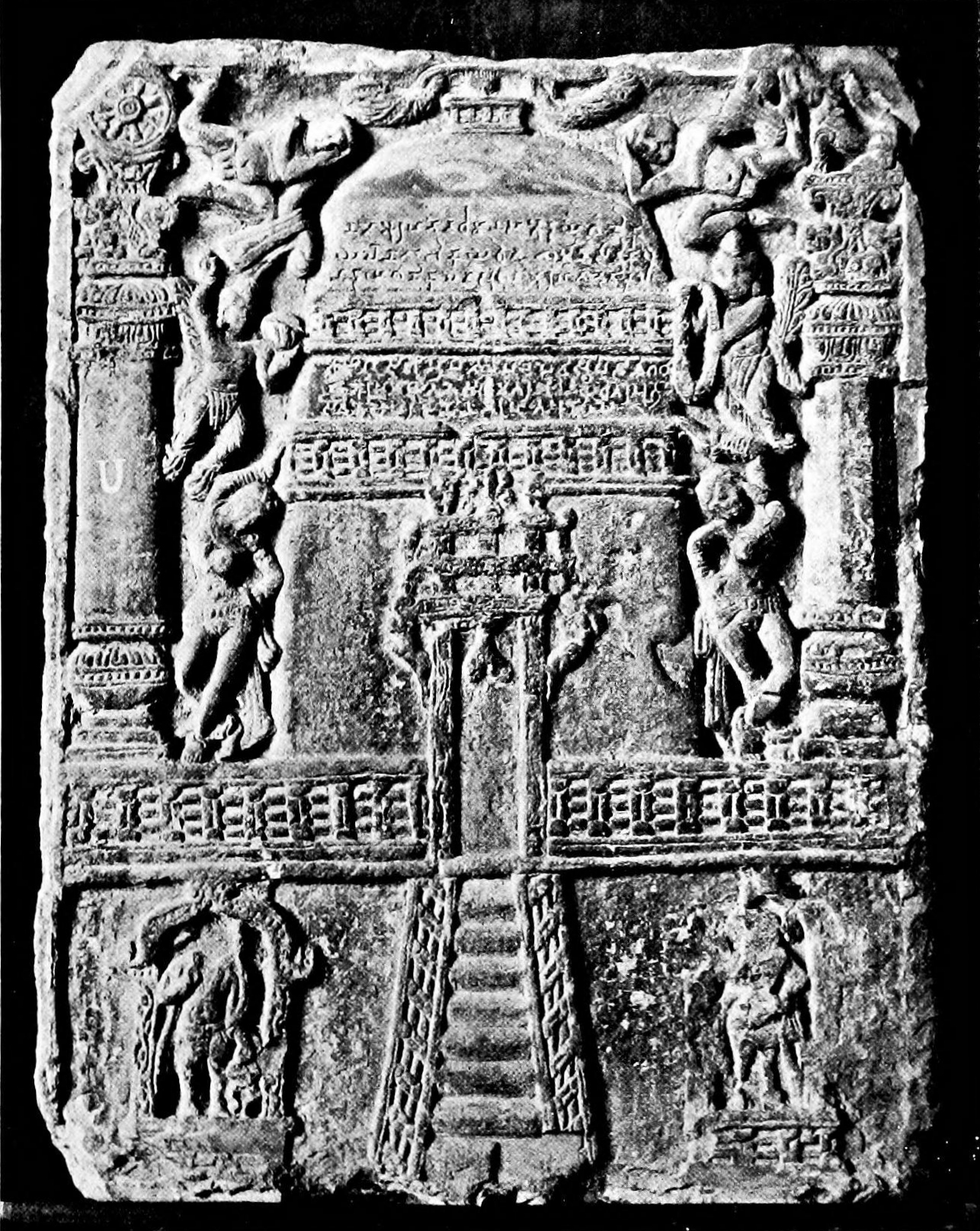
Vasu Silapata aus Maholi, Mathura, ca. 75–100 n. Chr. aus rotem Sandstein